# Divine (Sébastien Tellier)
Divine è un brano musicale di Sébastien Tellier estratto come primo singolo dall'album del 2008 Sexuality. La canzone ha rappresentato la Francia all'Eurovision Song Contest 2008. Il brano è cantato in lingua inglese, ma durante l'esibizione di Tellier all'Eurofestival, l'artista l'ha eseguita sia in inglese che in francese. Comunque, il fatto che numerose canzoni in gara fossero in lingua inglese è stato oggetto di molte critiche, ed è stato persino portato davanti al parlamento francese. La canzone ha avuto un successo inatteso in Italia, perché questo paese da tempo non partecipa all'Eurofestival, anche se comunque Tellier vi ha un suo pubblico. La canzone è stata utilizzata per lanciare la terza serie della Renault Mégane.

## Classifiche

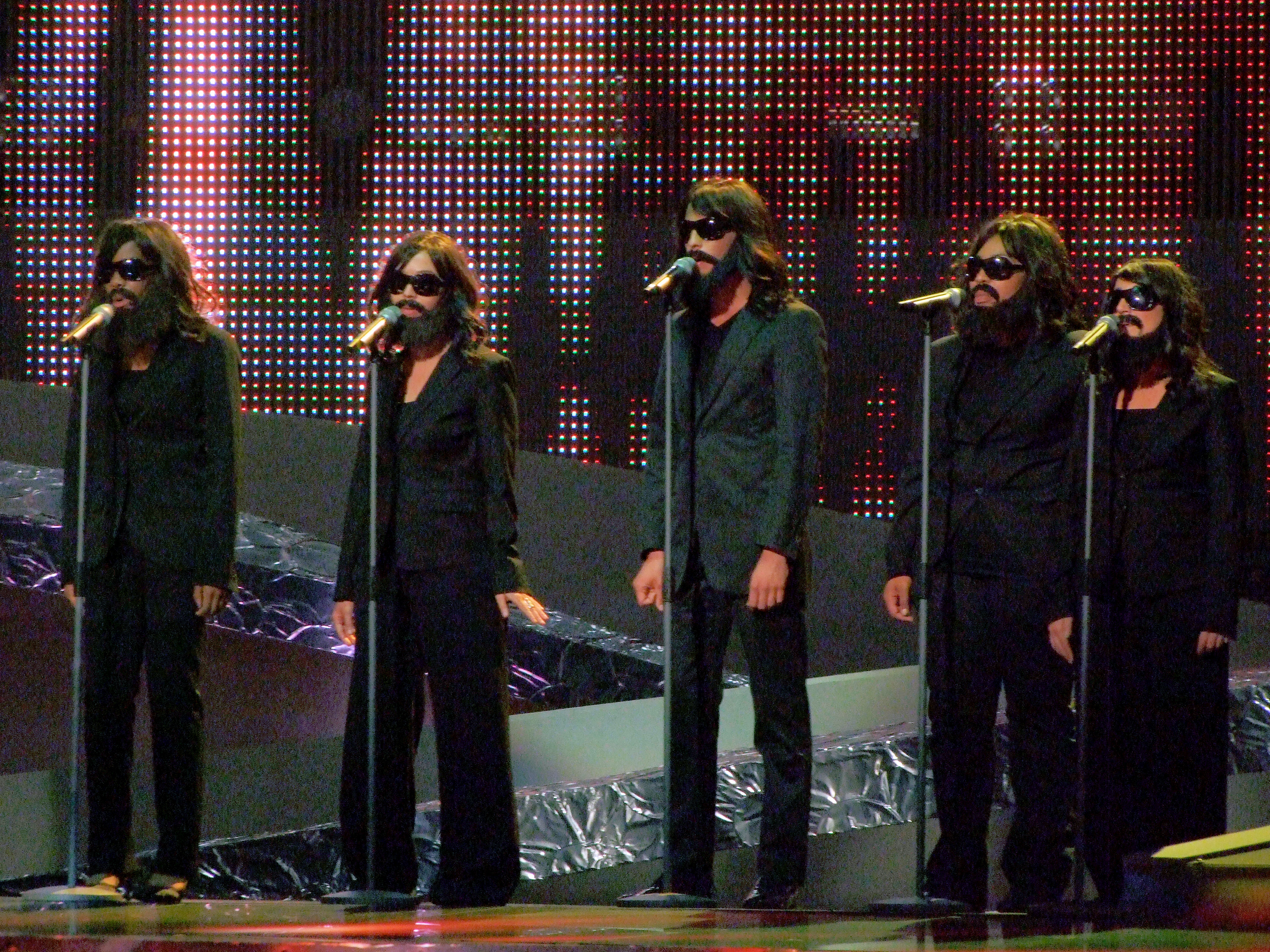
i coristi di Sébastien Tellier, durante l'esibizione all'Eurofestival 2008

| Chart (2008) | Peak position |
| ------------ | ------------- |
| Belgio       | 29            |
| Danimarca    | 39            |
| Lituania     | 13            |
| Svezia       | 4             |
| UK           | 106           |